# Eristena thalassalis
Eristena thalassalis là một loài bướm đêm trong họ Crambidae.